# Escola de Cuzco

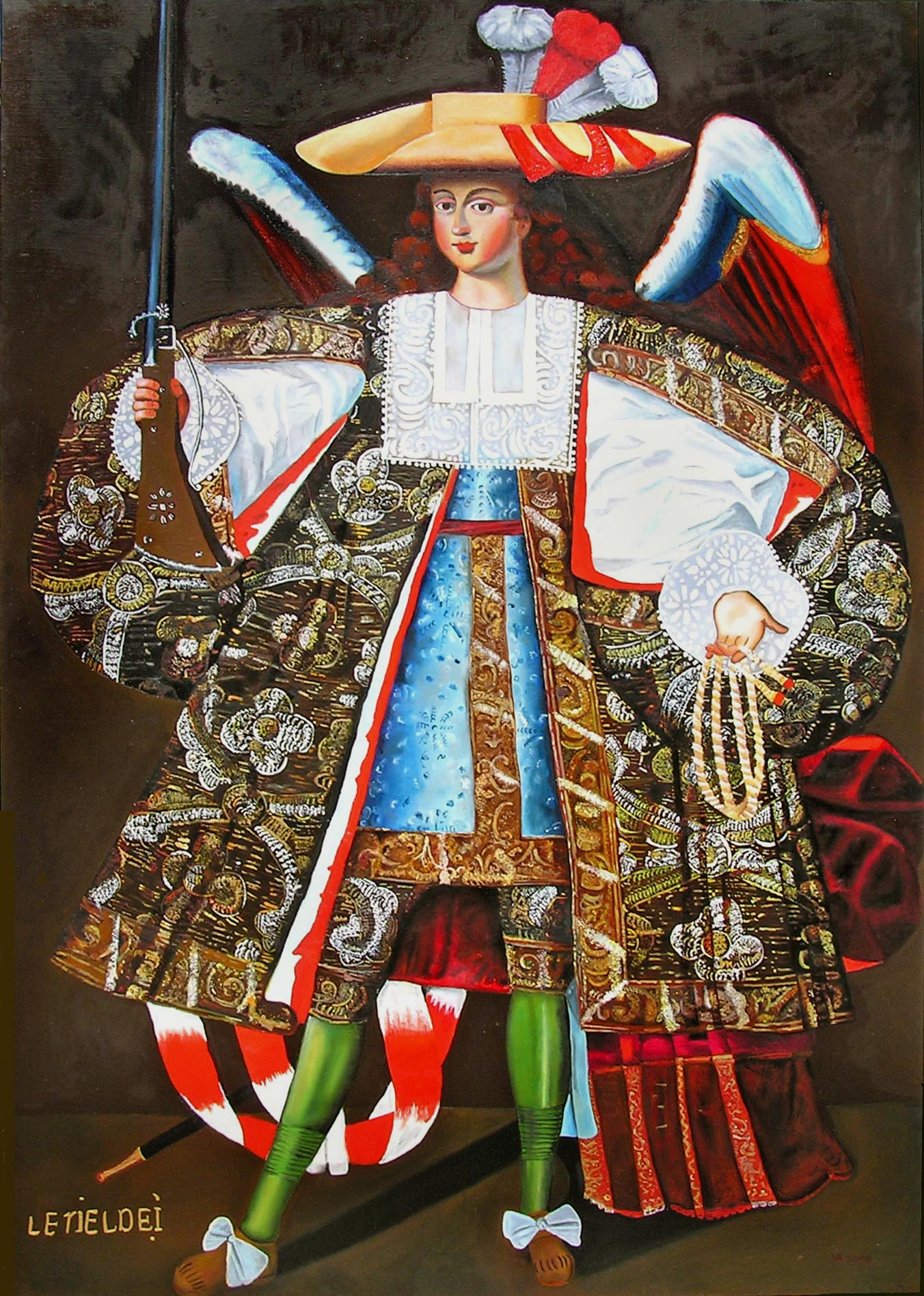
Mestre de Calamarca: Anjo Letiel (cópia), século XVII

A Escola de Cuzco foi uma escola de pintura colonial peruana centrada na cidade de Cuzco. Sua originalidade reside na confluência de dois elementos formadores distintos: a tradição barroca de pintura trazida pelos colonizadores espanhóis e a contribuição indígena.
A vasta maioria das obras deixadas pela Escola de Cuzco versa sobre temas sacros, e o seu estilo típico se caracteriza pela ignorância da perspectiva, pelo uso de cores quentes, pelo interesse na beleza das formas, pelo requintado detalhismo de caráter altamente ornamental e pela desproporção dentre as figuras centrais dos santos e anjos em relação às pessoas comuns que podiam ser representadas junto com eles. As figuras são ataviadas com vestes suntuosas e ocasionalmente são emolduradas por cortinados, colunas ou outros elementos de arquitetura, emprestando-lhes um aspecto majestático e monumental, a despeito das dimensões das obras, que são muitas vezes modestas. Também aparecem com frequência elementos da flora e fauna locais. A maior parte dos trabalhos conhecidos não tem autoria identificada, já que seus criadores, em grande parte índios, vinham de uma cultura em que a criação artística e principalmente a obra religiosa, tinham um caráter coletivo.
O propósito primário desta produção era didático. Os espanhóis, desejando converter os Incas ao Catolicismo, enviaram para a região missionários com o objetivo de lhes ensinar a religião através da arte. Fundaram-se então oficinas onde os padres lhes ensinaram a pintar, sendo esse núcleo considerado o primeiro centro artístico organizado das Américas. Logo seu estilo se expandiu para outros centros coloniais da Bolívia e Equador.
O estilo inicial foi formado por uma fusão de influências bizantinas, andorranas e flamengas, conhecidas através de gravuras, sobre uma base derivada da corrente tenebrista do barroco espanhol, principalmente pela obra de Francisco de Zurbarán. Um dos primeiros mestres foi o jesuíta italiano Bernardo Bitti, que chegou ao local em 1538. Durante suas duas visitas a Cuzco, Bitti recebeu o encargo de executar o retábulo da igreja, deixando algumas obras-primas como A coroação da Virgem e A Virgem do Passarinho.
No século seguinte surge outro grande nome, Luis de Riaño, nascido em Lima e aluno de Angelino Medoro. Riaño dominou a pintura na região entre 1618 e 1640. Outro foi o muralista  Diego Cusihuamán com trabalhos nas igrejas de Chinchero e Urcos. Ambos contribuem para a consolidação do estilo, afastando-o da influência direta européia e dando-lhe um sabor tipicamente local. Também foram notáveis Diego Quispe Tito, nascido em 1611, que deu uma importância maior à paisagem dos fundos, e Basilio Santa Cruz Puma Callao, autor de obra significativa na Catedral de Cuzco, dentre a qual seu retrato do bispo  Manuel de Mollinedo é tido como um das composições mais preciosas da Escola.
Outro elemento importante para a Escola seguir um rumo independente e original foram as disputas no seio do grêmio de pintores, que culminou em 1688 com a separação entre artistas índios e brancos. Destarte, os índios e mestiços foram liberados do compromisso de seguir os mestres europeus e iniciaram a se guiar por sua própria sensibilidade e visão de mundo. O novo estilo que começou a florescer introduziu elementos da flora e fauna andinas e passou a aceitar cenas secundárias mostrando os costumes indígenas. Também aparecem retratos de chefes índios e quadros com árvores genealógicas. As técnicas européias são em parte abandonadas, e com isso o uso da perspectiva desaparece ou mostra uma aplicação imperfeita, fragmentando o espaço pictórico numa profusão de detalhes decorativos ou cenas secundárias. Também a cor se torna mais viva.
Entre os séculos XVII e XVIII a Escola de Cuzco já havia adquirido enorme prestígio; prova o registro em um dos ateliês de uma encomenda de 500 telas a serem entregues no curto período de sete meses para várias províncias da região e até mesmo para cidades da Argentina e do Chile. Mesmo que provavelmente nem todas elas terão sido de primeira água, o mais das vezes obras menores de execução fácil, e não "de brocateado fino" como se chamavam as peças importantes, diz muito bem da intensa atividade artística local. No século XVIII o artista mais destacado é Marcos Zapata, produzindo mais de 200 quadros, cinqüenta dos quais de grandes dimensões, hoje adornando a Catedral de Cuzco. Marcos Retira, no século XIX, é um dos últimos mestres de nomeada. A Escola de Cuzco mantém influência até os dias de hoje. São muitos os artistas peruanos modernos que realizam cópias de obras famosas ou criam novas continuando o estilo definido há séculos.

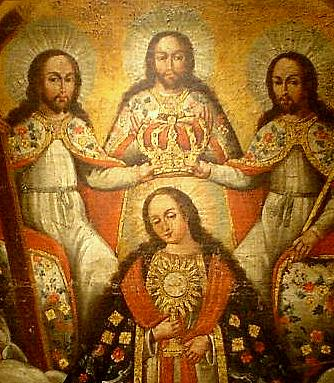
Detalhe de rara pintura, onde se vê a figura de Cristo repetida por 3 vezes, representando a Santíssima Trindade na coroação de Maria - século XVI - coleção particular - Rio de Janeiro.
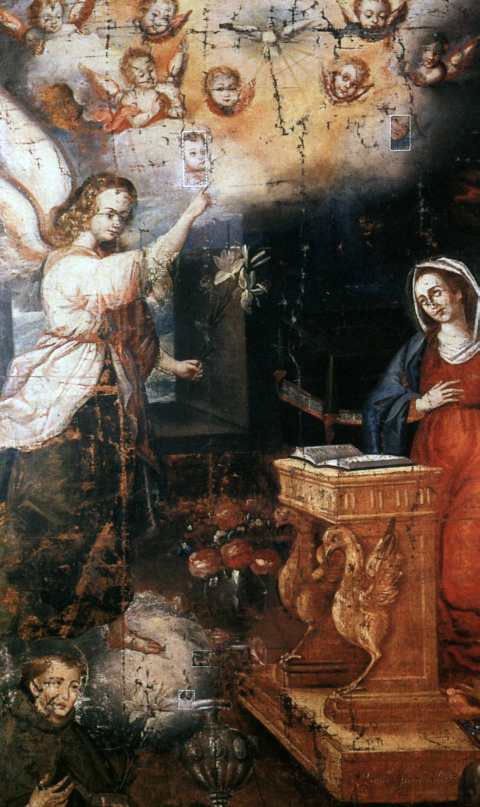
Luís Riaño: Anunciação, 1632.
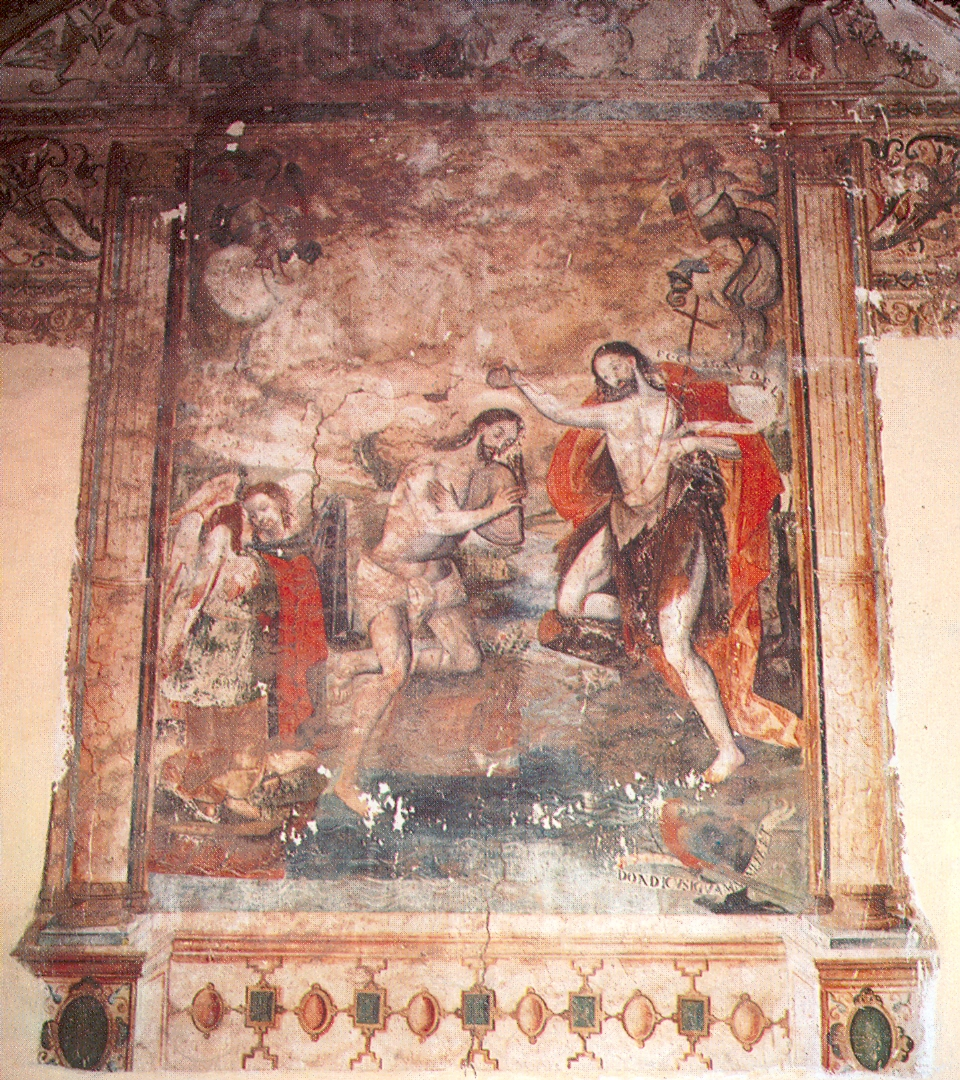
Diego Cusihuamán: O batismo de Cristo, início do século XVII
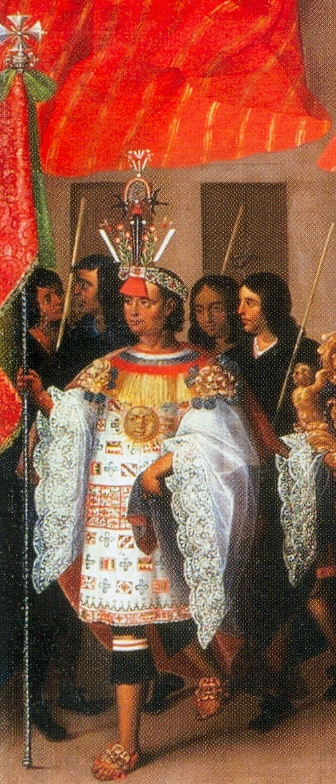
Detalhe da obra Desfile de la Parroquia de San Sebastián, da série sobre o Corpus Christi

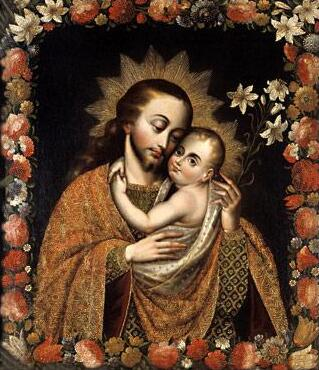
José e Jesus, c. 1700
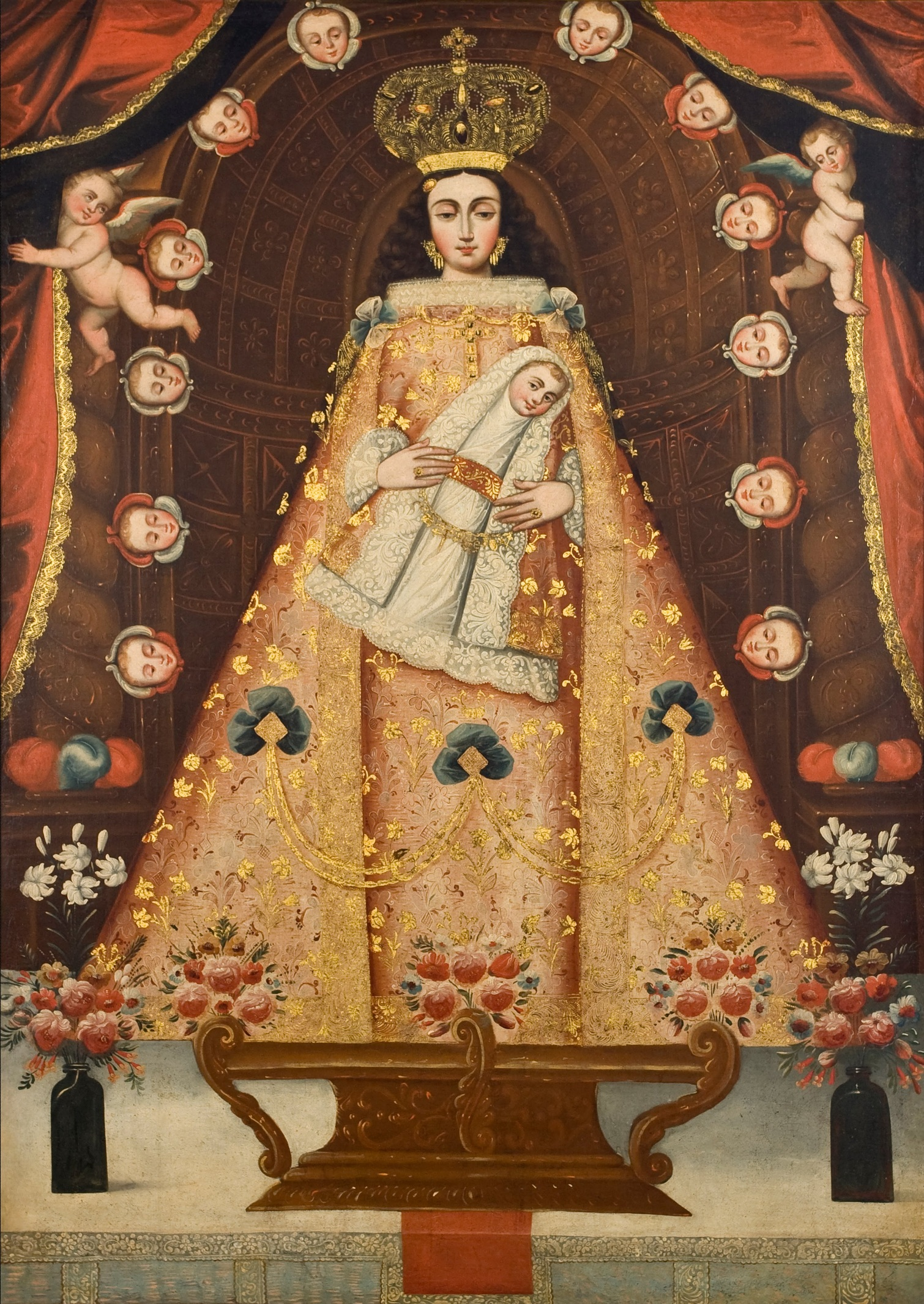
Nossa Senhora de Belém, século XVIII
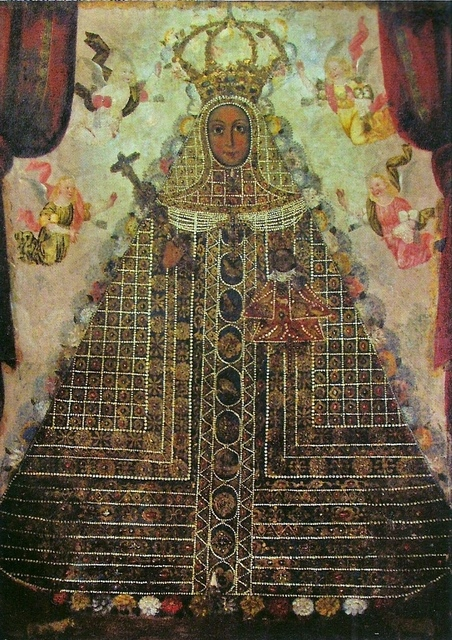
Nossa Senhora de Guadalupe, século XVIII. Acervo Artístico-Cultural dos Palácios do Governo do Estado de São Paulo
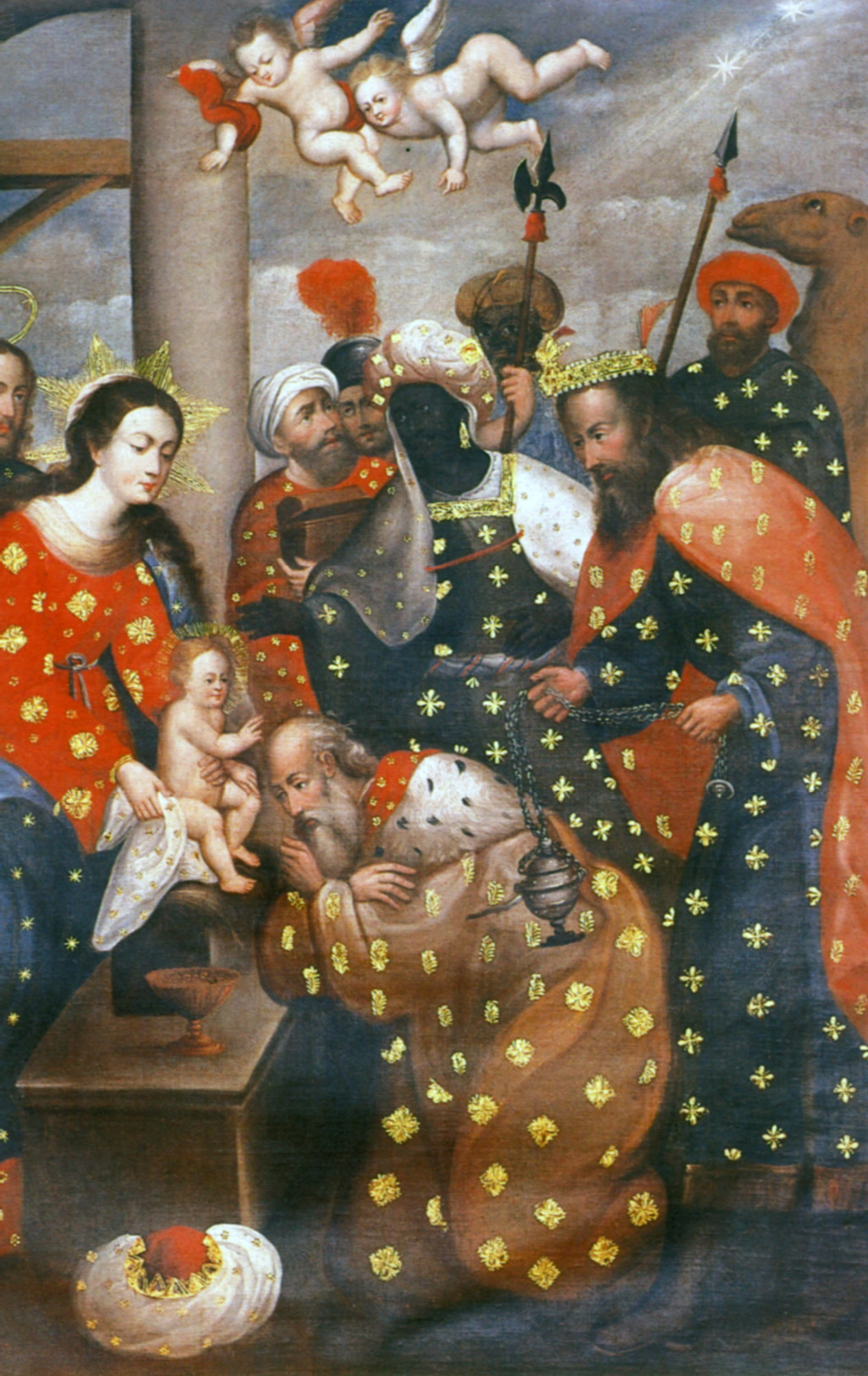
A adoração dos Reis Magos, c. 1740-1760
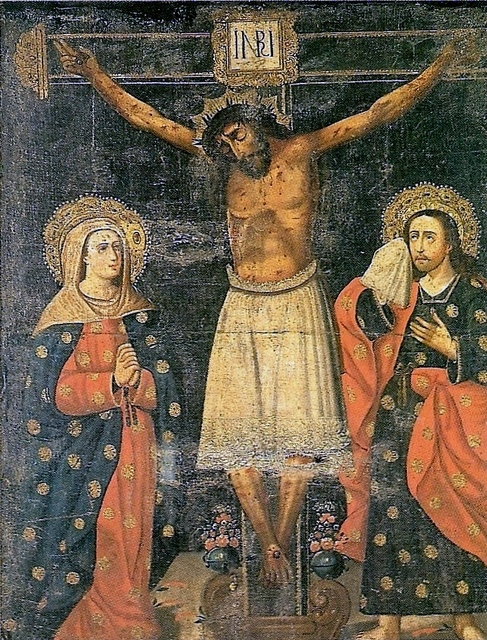
Calvário, século XVIII. Acervo Artístico-Cultural dos Palácios do Governo do Estado de São Paulo